# Emneth
 (juillet 2023).
Emneth est une paroisse civile et un village du Norfolk, en Angleterre.